# Éric Edwige
Éric Edwige est un footballeur professionnel français né le 28 mai 1945 à Cayenne. Il joue au poste d'attaquant.

## Biographie
Il arrive de Mutzig en 1966 au  SCO Angers où il joue entre les saisons 1966-67 et 1976-1977 soit 11 saisons, dont deux en 2e division.
Il joue un total de 329 matchs et marque 83 buts en championnat avec Angers avant de partir au Montpellier PSC,.

## Carrière
- 1964-1966 :  Mutzig
- 1966-1977 :  SCO Angers
- 1977-1980 :  Montpellier HSC
- 1980-1983 :  AS Béziers[4]